# La sociedad industrial y su futuro
La sociedad industrial y su futuro (en inglés: Industrial Society and Its Future) es un manifiesto escrito bajo el seudónimo de «Freedom Club» por Theodore Kaczynski, alias Unabomber. Bajo aquel nombre, «El club de la libertad» en español, fue reivindicada una serie de envíos de cartas bomba y el asesinato de Thomas Mosser. En abril de 1995, Freedom Club envió una carta a The New York Times en la que ofrecía abandonar de forma permanente sus actividades terroristas a cambio de que se publicara un artículo largo de unas 30 000 palabras.Esta oferta generó cierta controversiaque fue resuelta con la publicación de ese artículo en septiembre de aquel mismo año, conocido popularmente a partir de entonces como El manifiesto de Unabomber, aunque su título original en español es La sociedad industrial y su futuro. Traducido a más de doce idiomas, en español existen varias traducciones diferentes aunque de calidad desigual.Sus versiones accesibles a través de la red están incompletas y contienen numerosos errores.
Alston Chase informó en The Atlantic que el texto "fue recibido en 1995 por muchas personas reflexivas como una obra de genio, o al menos profunda, y bastante cuerdo".
El profesor de ciencias políticas de UCLA James Q. Wilson fue mencionado en el manifiesto; escribió en The New Yorker que la sociedad industrial y su futuro era "un artículo cuidadosamente razonado y artísticamente escrito, si es obra de un loco, entonces los escritos de muchos filósofos políticos son apenas más cuerdos".
David Skrbina, profesor de filosofía en la Universidad de Míchigan y excandidato del Partido Verde a gobernador de Míchigan, ha escrito varios ensayos en apoyo de las ideas de Kaczynski, entre ellos uno que se titula "Un revolucionario para nuestro tiempo". Paul Kingsnorth, ex subdirector de The Ecologist y cofundador de The Dark Mountain Project, escribió un ensayo para la revista Orion en el que describió los argumentos de Kaczynski como "preocupantemente convincentes" y afirmó que "puede cambien mi vida".

## Contenido
La sociedad industrial y su futuro está redactado a modo de manifiesto y con todos sus párrafos numerados. Además, está organizado en los siguientes apartados:
- Introducción (párrafos 1-5)
- La psicología del izquierdismo moderno (párrafos 6-9)
- Sentimientos de inferioridad (párrafos 10-23)
- Sobresocialización (párrafos 24-32)
- El proceso de poder (párrafos 33-37)
- Actividades sustitutorias (párrafos 38-41)
- Autonomía (párrafos 42-44)
- Causas de los problemas sociales (párrafos 45-58)
- Perturbaciones del proceso de poder en la sociedad moderna (párrafos 59-76)
- Cómo se adapta alguna gente (párrafos 77-86)
- Los motivos de los científicos (párrafos 87-91)
- La naturaleza de la libertad (párrafos 92-98)
- Algunos principios acerca de la historia (párrafos 99-110)
- La sociedad tecnoindustrial no puede ser reformada (párrafos 111-113)
- La restricción de la libertad es inevitable en la sociedad industrial (párrafos 114-120)
- Las partes «malas» de la tecnología no pueden ser separadas de las partes «buenas» (párrafos 121-124)
- La tecnología es una tendencia social más poderosa que el deseo de libertad (párrafos 125-135)
- Los más simples problemas sociales han demostrado ser irresolubles (párrafos 136-139)
- La revolución es más fácil que la reforma (párrafos 140-142)
- El control del comportamiento humano (párrafos 143-159)
- La humanidad en una encrucijada (párrafos 160-166)
- El sufrimiento humano (párrafos 167-170)
- El futuro (párrafos 171-179)
- La estrategia (párrafos 180-206)
- Los dos tipos de tecnología (párrafos 207-212)
- El peligro del izquierdismo (párrafos 213-230)
- Nota final (párrafos 231-232)
- Notas